# Bonnes pratiques de fabrication
Pour les autres significations des sigles, voir BPF  et GMP .
Les bonnes pratiques de fabrication (BPF, en anglais Good Manufacturing Practices ou GMP) sont une notion d'assurance de la qualité.
Établies par des États ou par la Commission européenne dans le cadre du développement des « démarches qualité », les BPF sont la traduction française de Good Manufacturing Practice ou GMP et s'appliquent à la fabrication de médicaments à usage humain ou vétérinaire.
Des textes similaires existent pour les produits cosmétiques, et de nombreux secteurs industriels (par exemple les industries agro-alimentaires) emploient le vocable de bonnes pratiques de fabrication.
Dans le domaine cosmétique, ces bonnes pratiques sont encadrées par la norme GMP ISO 22716, référence internationale qui garantit la qualité, la traçabilité et la sécurité des produits. Cette norme couvre l’ensemble des étapes de production, depuis la sélection des matières premières jusqu’au conditionnement final, et s’impose comme un standard incontournable pour tout laboratoire cosmétique en France souhaitant assurer une conformité réglementaire optimale.
L'article qui suit s'adresse de façon plus restrictive aux BPF (GMP) appliquées aux produits pharmaceutiques pour lesquels elles constituent un référentiel réglementaire opposable lors des inspections des établissements pharmaceutiques par leurs autorités de tutelle.
En 1992, pour répondre à un déficit de confiance induit par plusieurs crises sanitaires ou alimentaires, certains représentants de l'industrie alimentaire ont mis en place un processus de certification dit GMP+ ou « GMP+ Feed Safety Assurance scheme (GMP+ FSA) », géré par une association internationale ad hoc.